# Hemiloapis
Hemiloapis is een kevergeslacht uit de familie van de boktorren (Cerambycidae). De wetenschappelijke naam van het geslacht werd voor het eerst geldig gepubliceerd in 2004 door Galileo & Martins.

## Soorten
Hemiloapis omvat de volgende soorten:
- Hemiloapis endyba Galileo & Martins, 2004
- Hemiloapis mena Martins & Galileo, 2006
- Hemiloapis yandaira Galileo & Martins, 2004
- Hemiloapis ybyra Galileo & Martins, 2004